# آبورفیلد
آبورفیلد (به انگلیسی: Arborfield) یک روستا در بریتانیا است که در انگلستان واقع شده‌است.